# Tayutama: Kiss on my Deity
Tayutama: Kiss on my Deity (яп. タユタマ -Kiss on my Deity-) — японский визуальный роман, разработанный компанией Lump of Sugar. Впервые эта игра в жанре эроге была выпущена 11 июля 2008 года для платформы Microsoft Windows в ограниченном и обычном изданиях, а позднее портирована на приставку Xbox 360. Tayutama является третьей игрой Lump of Sugar, к ранним играм компании относятся Nursery Rhyme и Itsuka, Todoku, Ano Sora ni. Главным героем истории выступает Юри Мито — ученик средней школы, семья которого руководит местной святыней синто. Во время участия в ритуале он и его друзья случайно вызывают богиню, принявшую облик молодой девушки.
Игровой процесс Tayutama в основном состоит из чтения текста, отражающего сюжет. Игра предусматривает несколько концовок, она поделена на заранее определённые сценарии, прохождение которых зависит от принятых игроком решений. В 2008 году игра завоевала две награды от Bishōjo Game Awards за визуальный стиль. На её основе в мае 2009 года был создан фан-диск под названием Tayutama: It’s Happy Days и несколько адаптаций. Манга-адаптация была проиллюстрирована мангакой Юкиво, принимавшим участие и в написании сюжета для неё. 12-серийное аниме было создано на студии Silver Link и транслировалось в Японии с апреля по июнь 2009 года. Также были созданы антология манги, радиопостановка, предназначенная для рекламирования аниме-сериала, и несколько музыкальных альбомов.

## Игровой процесс
Tayutama — романтический визуальный роман, в котором игрок принимает на себя роль Юри Мито. Игровой процесс заключается в прохождении истории путём прочтения появляющегося на экране текста, являющегося диалогом или рассказом. Текст сопровождается изображением на экране персонажа, с которым в данный момент разговаривает Юри. По мере прохождения в определённые моменты игрок будет видеть CG-рисунки. После первого прохождения открываются галерея CG-рисунков и проигрыватель фоновой музыки; обе опции доступны с главного экрана. Сюжет игры нелинеен и содержит несколько возможных концовок, достижение которых зависит от принятых решений.
Время от времени игроку придётся делать выбор из нескольких вариантов. Пока выбор не будет сделан, игра приостанавливается. В зависимости от принятого решения сюжет развивается в определённом направлении и может привести к одной из возможных концовок. Для оригинальной версии игры предусмотрено 4 основных линии для каждой из 4 героинь. В версии для Xbox 360 была добавлена пятая ветка — сценарий Ню. Чтобы увидеть сюжет во всей совокупности, игроку необходимо переиграть игру несколько раз и принимать разные решения для развития сюжета в ином направлении.

## Сюжет

### Сеттинг и темы
Основная часть игры проходит в городе под названием Асихара-тё (яп. 葦原町), в котором находятся различные достопримечательности: Академия Сосэй (яп. 創聖学院 Сосэй Гакуин), которую посещают главные герои, и Святыня Ятимата (яп. 八衢神社 Ятимата Дзиндзя), местная святыня синто, которой руководит семья Юри. Академия Сосэй поделена на два отделения: женское отделение, именуемое Flawless (яп. フローレス Фурорэсу, рус. «безупречный»), образование которого связано с женской школой Сосэй; второе отделение, где действует совместное обучение, называется Slightly (яп. スライトリー Сураитори:, рус. «немного»). Территория кампуса поделена на две части. Ученицы, посещающие Flawless, живут в общежитии, расположенном напротив школы; между школой и общежитием расположен лес.
Основной темой игры являются сверхъестественные явления. Представители вымышленной мифологической расы «Таютай» (яп. 太転依), которой поклоняются в святыне Ятимата, способны принимать различные формы, в том числе и человеческую. Некоторые персонажи также обладают сверхъестественными способностями, например Юри и Масиро. Юмина и Амэри получили крылья в результате взаимодействия с Хоу и Орю, двумя Таютай. Мифую, подруга Ню, обладает большой физической силой и способна одолеть Таютай в бою.

### Основные персонажи
Игрок принимает на себя роль Юри Мито (яп. 泉戸 裕理 Мито Юри), протагониста игры Tayutama. Его семья руководит святыней Ятимата, а сам он обладает огромными познаниями в практиках Синто. Он проявляет интерес к ремонту автомобилей и стремится стать автомехаником или дизайнером. Масиро Мито (яп. 泉戸 ましろ Мито Масиро), главная героиня игры — девушка расы Таютай, обладающая большими духовными силами. Она является воплощением богини Кикурамиками (яп. 綺久羅美守毘売 Кикурамиками но Химэ) и желает установления гармонии между людьми и Таютай. Впоследствии она влюбляется в Юри и намеревается стать его женой.
Несколько персонажей начинают помогать Юри и Масиро создать мир, в котором люди и Таютай смогут жить вместе. Амэри Каваи (яп. 河合 アメリ Каваи Амэри) — подруга детства Юри, энергичная и дружелюбная девушка, которая постоянно носит с собой конфеты и часто делится ими с окружающими. Она влюблена в Юри. Юмина Таканаси (яп. 小鳥遊 ゆみな Таканаси Юмина) — сводная сестра Юри, которая жила вместе с его семьёй до тех пор, пока их мать не умерла. Скромная девушка, она обычно ведёт себя тихо в присутствии других людей. Юмина проявляет интерес к рисованию и приготовлению пищи, а также часто занимается домашними делами в доме семьи Юри. В начале истории она переводится во Flawless. Мифую Кисараги (яп. 如月 美冬 Кисараги Мифую) — уважаемая ученица Flawless. Спокойная и интеллигентная, она стремится быть примером для других учениц. Она обучена нескольким боевым искусствам, в частности она опытный боец кэндзюцу.

### История
История Tayutama разворачивается вокруг Юри Мито, чья семья управляет местной святыней Синто. Однажды во время весенних каникул Юри и его друзья Амэри Каваи и Санкуроу Канамэ находят в школьном лесу таинственную реликвию, которая в прошлом запечатала древнюю мифологическую расу Таютай. Юри узнаёт, что совет школы определил эту реликвию как непредназначенную для сохранения и принял решение уничтожить её, чтобы дать школе развиваться дальше. Придя к выводу, что уничтожение реликвии может привести к неблагоприятным последствиям, трое друзей делают попытку переместить духов реликвии. Во время исполнения ритуала Юри вызывает Кикурамиками, богиню Таютай. Она рассказывает ему о враждебных отношениях между людьми и Таютай, а затем принимает обличье молодой девушки (Масиро) в надежде на установление дружеских отношений с людьми. Вскоре после этого реликвия оказывается уничтожена в результате несчастного случая, и представители расы Таютай оказываются на свободе. Среди них Ню, Хоу и Орю — трое влиятельных Таютай, которые называют себя «Three Mightiest» (яп. 三強 Санкё, рус. «трое сильнейших») и почти не поддерживают связей с людьми. Юри приводит Масиро в святыню Ятимата и поселяет её в своём доме. Вскоре он начинает смотреть на Масиро как на девушку-подростка, а она заявляет, что станет его женой.
В попытке создать мир, в котором люди и Таютай смогут мирно сосуществовать, Юри и Масиро вступают в бой с членами Three Mightiest, дальнейшие последствия которого определяются решениями игрока. В одном из сценариев Ню из любопытства начинает воровать нижнее бельё из общежитий Flawless. Её одолевают Масиро и Мифую Кисараги, а вскоре она становится подругой Мифую, позднее ставшей её защитницей. Сводная сестра Юри Юмина Таканаси принимает на себя заботу о Хоу (птице-Таютай), которая размещает своё гнездо на голове Юмины. Позднее на Юмину нападает птица Оу, но благодаря вмешательству Юри и Масиро Хоу и Оу становятся парой. Амэри вступает в союз с Орю (последним из Three Mightiest), хотя недовольна тем, сколько внимания Масиро уделяет Юри. После примирения между Амэри и Юри Орю соглашается прекратить нападения на людей и признаёт цель Масиро.

## Разработка и выпуск
Tayutama является третьей игрой, разработанной компанией Lump of Sugar. Сценарий к визуальному роману был написан Тихиро Фумикатой. Изображения персонажей и иллюстрации для игры были нарисованы Фумитакэ Моэкибарой, ранее работавшим и над другими играми компании. Музыка была создана Сигэнобу Окавой, который работал над музыкой к игре Itsuka, Todoku, Ano Sora ni.
Игра Tayutama впервые была выпущена 11 июля 2008 года для Microsoft Windows в ограниченном и обычном изданиях. Комплект ограниченного издания включал в себя непосредственно игру, а также коллекцию CD-дисков, официальный графический альбом, портреты персонажей и ремешок для мобильного телефона; обычное издание включало в себя только игру. Фан-диск под названием Tayutama: It’s Happy Days вышел 29 мая 2009 года в ограниченном и обычном изданиях. В состав ограниченного издания, кроме самой игры, вошли арт-бук с краткими описаниями персонажей игры, иллюстрации, информация о концепции игры и интервью с командой разработчиков. Компания 5pb. выпустила версию оригинальной игры для приставки Xbox 360 5 ноября 2009 года. В этой версии игры были переделаны графические изображения, а также была добавлена новая музыка; кроме того, в игру был включён новый сценарий для Ню, ставшей одной из главных героинь. Версия для Xbox 360 также была выпущена в двух изданиях (обычном и ограниченном). В комплект ограниченного издания в качестве сопутствующих товаров вошли ремень для телефона и Drama CD по мотивам игры.

## Адаптации

### Манга
Манга-адаптация, основанная на визуальном романе Tayutama, публиковалась в журнале Comp Ace в период с января по июль 2009 года. Серия манги была нарисована мангакой Юкиво, а сюжет был написан Юей. Сюжет манги основан на истории оригинальной игры, однако Юри становится девушкой. Отдельные главы впоследствии были объединены в один танкобон, опубликованный издательством Kadokawa Shoten 26 июня 2009 года. Компания Enterbrain опубликовала антологию манги-ёнкомы под заглавием Magi-Cu 4-koma Tayutama: Kiss on my Deity. Антология включала в себя 4 тома и публиковалась в импринте «Magi-Cu Comics» между 25 апреля и 26 октября 2009 года. Содержимое антологии было нарисовано несколькими художниками и иллюстраторами.
Арт-бук под названием Tayutama: Kiss on my Deity Official Book был выпущен 11 июля 2008 года. Он поставлялся в комплекте с ограниченным изданием игры. Книга включала в себя наброски рисунков персонажей и авторские комментарии к ним. Для игры Tayutama: It’s Happy Days также была создана 112-страничная книга, которая впервые была опубликована 29 мая 2009 года и поставлялась вместе с игрой, а 22 января 2010 года она была издана отдельно. В книгу вошли изображения компьютерной графики из игры, материалы разработчиков и интервью с создателями.

### Аниме
Аниме-адаптация была впервые анонсирована 20 декабря 2008 года в журнале Tech Gian. Аниме было создано на студии Silver Link, режиссёром выступил Кэйтаро Мотонага, сценарий был написан Макото Уэдой. Видеофрагмент аниме был впервые продемонстрирован на фестивале Spring Anime 29 марта 2009 года. Представление включало в себя показ первой серии аниме одновременно с соответствующими сериями Phantom of Inferno и Queen's Blade. Параллельно с показом велось ток-шоу с сэйю, озвучивавшими персонажей. Вещание аниме-сериала в Японии по телеканалу Chiba TV началось 5 апреля и завершилось 21 июня 2009 года; впоследствии вещание возобновилось по каналу AT-X. В период с 25 июня по 25 ноября 2009 года сериал был выпущен на 6 отдельных дисках Blu-ray Disc, а также на DVD-сборниках; в состав каждого сборника было включено анимированное дополнение под названием Tayutayu: Pure my Heart (яп. たゆたゆ -Pure my heart-). Компания Sentai Filmworks лицензировала аниме для распространения в Северной Америке; 16 марта 2010 года сериал был выпущен на 2 DVD-дисках.
Ток-шоу Tayutama Radio: Hirusagari no Yometachi (яп. 
タユタマらじお -昼下がりの嫁たち-), было создано Норико Рикимару и Асами Симодой (в аниме озвучивавшими Масиро и Амэри соответственно) и транслировалось по интернет-радио. Вещание началось 9 мая 2009 года в интернет-сети Onsen, новая серия выходила каждый понедельник. Завершилось вещание 13 июля 2009 года.

## Музыка
Версия игры для Microsoft Windows включает в себя четыре основные музыкальные темы. Песни «Konna Haru no Sora o» (яп. こんな春の空を) (первая открывающая тема) и «Niji o Mitsuketa Yō na Iro de» (яп. 虹を見つけたような色で) (закрывающая тема) были исполнены Харукой Симоцуки. Песни «Shunkan Spline» (яп. 瞬間スプライン Сюнкан Супураин) (вторая открывающая композиция) и «Cherry» были исполнены Кикко. В версии для Xbox 360 задействованы три основные песни: «Ōka Shunkō» (яп. 桜花春煌), «Eien o Hajimeyou» (яп. 永遠を始めよう) (обе прозвучали в исполнении Кикко) и «Doko made mo Tomo ni» (яп. どこまでも共に) (в исполнении Симоцуки). В самой игре в исполнении сэйю звучат четыре песни, соответствующие каждой из четырёх героинь:
- «Marital Vows» — Масиро.
- «Going My Way» — Амэри.
- «Flower Doll» — Юмина.
- «Rainy Pain» — Мифую.

Впервые музыка из игры была выпущена в качестве макси-сингла, названного «Shunkan Spline» и выпущенного 27 июня 2008 года. Сингл включал в себя основные тематические песни и «Cherry». Оригинальный саундтрек игры был выпущен 9 июля 2008 года. Он включал в себя 31 композицию, в том числе песни «Konna Haru no Sora o» и «Niji o Mitsuketa Yō na Iro de». Другой макси-сингл «The Fine Every Day» был выпущен 22 апреля 2009 года. Сингл включал в себя открывающую тему аниме «The Fine Every Day» и открывающую тему игры Tayutama: It’s Happy Days под названием «Jōnetsu no Uoburu» (яп. 情熱のウォブル) (обе в исполнении Кикко). Макси-сингл «Kizuna no Uta» (яп. キズナノ唄) от Уи Миядзаки был выпущен 27 мая 2009 года; в его состав вошла закрывающая тема аниме. Альбом с песнями персонажей Tayutama: Kiss on my Deity Chara-son + (яп. 「タユタマ-Kiss on my Deity-」キャラソン+) вышел 24 июля 2009 года. Он включал в себя вторую открывающую композицию из оригинальной игры и внутренние песни. Последний альбом Xbox 360 Tayutama: Kiss on my Deity Theme Songs (яп. Xbox360ソフト「タユタマ-Kiss on my Deity-」主題歌集) был выпущен 25 ноября 2009 года.

## Восприятие критикой
Согласно рейтингу продаж от PCPress, по состоянию на июль 2008 годаTayutama: Kiss on my Deity стала второй среди наиболее продаваемых бисёдзё-игр, уступив игре Little Busters! Ecstasy от Key. Она также заняла второе место среди наиболее распространённых игр за июль 2008 года по версии Getchu.com, и шестое место как наиболее продаваемая игра года. В апреле 2009 года на том же сайте Tayutama заняла 27-е место как наиболее продаваемая игра. Кроме того, игра получила две награды Bishōjo Game Awards за 2008 год, серебряный приз за графику и золотой приз за дизайны персонажей. Главный редактор японского бисёдзё-журнала BugBug Тадатомо Осава похвалил Моэкибару за привлекательную внешность героинь и отметил, что персонаж Масиро заслуживает награды.
Аниме-сериал получил смешанные отзывы. Крис Беверидж из Mania.com положительно отозвался о сериале, подчеркнув «чёткость передачи информации», анимационный стиль и дизайн персонажей. Критик также счёл привлекательными костюмы и сеттинг. Тем не менее, он подверг критике сюжетную линию, назвав её «очень знакомой», и в целом описал сериал как «неплохой, хотя и являющийся всего лишь её одним шоу из тех, что мы видели ранее». Стиг Хогсет в обзоре на THEM Anime также подчеркнул, что основные персонажи «привлекательны на вид». Он отметил простоту сюжета, который «довольно сложно не понять», но одновременно с этим раскритиковал его за «пренебрежение к логике и здравому смыслу». В заключении рецензент сравнил аниме Tayutama с Natsume's Book of Friends, сказав, что хотя «первый честно пытается поведать достойную историю о возможной дружбе между двумя разными расами … у второго это получается гораздо лучше».
Некоторые персонажи из Tayutama появились в видеоиграх, созданных сторонними разработчиками. Амэри, Масиро и Мифую являются играбельными персонажами в файтинге Twinkle Queen. Эта игра была выпущена 26 августа 2010 года для платформы Wii; в неё также вошли персонажи из сериалов G Senjō no Maō, Shukufuku no Campanella и Shin Koihime Musō. Амэри и Масиро также фигурируют в серии программ Characolle!.